# Anka Dobslaw
Anka Dobslaw (* 20. Juli 1980 in Berlin-Friedrichshain) ist eine deutsche politische Beamtin (Bündnis 90/Die Grünen). Seit November 2022 ist sie Staatssekretärin im Niedersächsischen Ministerium für Umwelt, Energie und Klimaschutz.

## Leben
Dobslaw studierte von 2001 bis 2007 Umweltwissenschaft an der Leuphana Universität Lüneburg. Sie schloss das Studium mit dem Diplom ab. Von 2007 bis 2009 war sie Programmkoordinatorin für Energiepolitik und Klimaschutz in Mittelosteuropa im Prager Büro der Heinrich-Böll-Stiftung. Von 2009 bis 2013 war sie Büroleiterin der Bundestagsabgeordneten Dorothea Steiner. Von 2013 bis 2018 war sie als Referentin und als Leiterin des Büros von Minister Christian Meyer im Niedersächsischen Ministerium für Ernährung, Landwirtschaft und Verbraucherschutz tätig. Von 2018 bis zu ihrer Ernennung zur Staatssekretärin im November 2022 war sie Referatsleiterin und stellvertretende Abteilungsleiterin in der Abteilung Verbraucherschutz in der Senatsverwaltung für Justiz, Verbraucherschutz und Antidiskriminierung und ab Dezember 2021 in der Senatsverwaltung für Umwelt, Mobilität, Verbraucher- und Klimaschutz des Landes Berlin.
Dobslaw wurde am 8. November 2022 zur Staatssekretärin des von Christian Meyer geleiteten Niedersächsischen Ministeriums für Umwelt, Energie und Klimaschutz berufen.